# FSC A-30/40
FSC A-30/40 – polski prototyp samochodu dostawczego powstały w latach 1968–1973.

## Historia
Prace nad następcą samochodów Żuk i Nysa rozpoczęły się w 1967 roku. Nowy samochód miał mieć przedni napęd, ładowność 1400/1800 kg, w zależności od wersji. Do napędu serii 30 miał posłużyć silnik z Polskiego Fiata 125p, natomiast do napędu serii 40 miał posłużyć silnik S-21M (zmodernizowany silnik z samochodu Warszawa). Planowano wersje furgon, skrzyniowe, strażacką, mikrobus, furgon specjalistyczny, chłodnię, sanitarkę i 4x4. Pierwsze trzy miały być produkowane w Fabryce Samochodów Ciężarowych w Lublinie, natomiast pozostałe w Zakładzie Samochodów Dostawczych w Nysie.
Ogółem wyprodukowano niemal 50 sztuk pojazdów. Produkcja na większą skalę nie została podjęta. Wdrożenie rodziny 30/40 do wielkoseryjnej produkcji wiązało się z koniecznością dużych nakładów inwestycyjnych.
Jeden z prototypów można oglądać w Narodowym Muzeum Techniki w Warszawie.